# بارتول فرانيتش
بارتول فرانيتش (مواليد 14 يناير 2000) هو لاعب كرة قدم كرواتي يلعب في مركز خط الوسط المدافع في نادي فولفسبورغ.

## روابط خارجية
- بارتول فرانيتش على موقع اتحاد كرواتيا (الكرواتية)
- بارتول فرانيتش على موقع قاعدة بيانات كرة القدم.إي يو (الإنجليزية)
- بارتول فرانيتش على موقع Soccerway.com (الإنجليزية)
- بارتول فرانيتش على موقع عالم كرة القدم.نت (الإنجليزية)